# Mermaid Melody Pichi Pichi Pitch
A Mermaid Melody Pichi Pichi Pitch (マーメイドメロディーぴちぴちピッチ) sódzso manga- és animesorozat, amit Yokote Michiko (横手 美智子) írt és Hanamori Pink (花森 ぴんく) rajzolt.
A sorozat címe szabad fordításban 'Hableány Melódiá'-t jelent, de több változatával is lehet találkozni. Könnyen rá lehet jönni, hogy ezt az animében szereplő sellőkről kapta.

## Történet

### Pitch
Nanami Luchia, az Észak-Csendes-óceán sellő hercegnője, a szárazra úszik, hogy visszaszerezze gyöngyét, amit még hétévesen egy fiúnak adott, hogy megmentse életét. Nővérével, pingvinjével és egy jósnővel a Pearle Piari nevezetű szállodában laknak, amit mellesleg ők is irányítanak. Csak később derül ki, hogy minden oldalról fenyegetés övezi nem csak őket, hanem a többi sellőt is. Egymás után bukkannak fel vízi démonok, aki a 'Dark Lovers', azaz a 'Sötét Szeretők' néven tevékenykednek Gaito – akinek az a célja, hogy ő uralja mind a hét tengert – keze alatt. Eközben Luchia emberi életében is fordulatok követnek fordulatokat: beleszeret Doumoto Kaitóba, a suli legmenőbb srácába, aki mellesleg viszonozza is érzelmeit; összebarátkozik Hosho Hanonnal és Toin Linával, a Dél- és Észak-Atlanti-óceán hercegnőivel; és persze birkózik az iskolai feladatokkal, ami persze nem a legkönnyebb egy sellő számára. Eddig minden rendben van, nem? Hiszen mindig elűzik a démonokat csodálatos hangjukkal és énekükkel, s néha még közönségük is akad. Egyetlen baj maradt csupán: egy sellő és egy ember között tilos szerelmi kapcsolat. Ugyanis, ha a hableányok felfedik igazi kilétüket, buborékká válnak. Viszont, ha fordítva történik, nincs semmi gond. És hogy teljesítik-e a lányok küldetésüket, az kiderül, ha megnézed az animét.

### Pure
A második széria az előző részből megismert Nanami Luchia és Doumoto Kaito könnyes búcsújával veszi kezdetét, mivel a fiú Hawaiira utazik. A sellők királyságaikban most béke honol, ám egyik pillanatról a másikra újabb ellenség bukkan fel. Mikeru, a főgonosz a három világot akarja egyesíteni. Újra feltűnik a Black Beauty Sisters és még pár ellenfél. Közben Sarah örökösét, Seirát is fel kell éleszteni a gyöngyből, amit Luchiának adott. Úgy tűnik, minden rendben van, de egyszer szörnyű hírt kapnak: Kaito a tengerbe veszett a szörfversenyen! Hamarosan azonban kiderül, él, de nem emlékszik egyik sellőre sem. De elég ennyi a tartalomból, mert ha megnézed megtudod.^^

## Szereplők

### Sellők
- Nanami Luchia (七海 るちあ)

Az anime kis főhőse. Ő az Észak-Csendes-óceán hercegnője. Nagyon kedves, aranyos és könnyen zavarba jön. Imád énekelni és ő vezeti a háromfős csapatot: mindig ő beszél Aqua Reginával, ő kezdi az új dalokat és szinte mindig ő van a középpontban. Szoros barátságot ápol Hanonnal és Linával, sosem hagyják cserben egymást. Luchia birtokolja a rózsaszín gyöngyöt (Pink Pearle Mermaid). Fülig szerelmes Kaitóba, és ez szerencsére kölcsönös is. Karakterdalai: Koi wa Nandarou?/Splash Dream/Mother Symphony
- Hosho Hanon (宝生 波音)

A Dél-Atlanti-óceán hercegnője. Nagyon élénk és vidám, viszont néha hamar kijön a sodrából. Nagyon könnyen szerelmes lesz, ahhoz képest, hogy eleinte nem nézte jó szemmel Luchia és Kaito kapcsolatát. Ő a kék (aqua) gyöngy birtokosa (Mizuiro Pearle Mermaid). A Pitch-ben teljesen odavan a zongorista Mitsuki Tarou-ért, de miután az a Pure-ban elmegy Németországba, Hanon találkozik Nagisával és fellobban a igaz szerelem. Karakterdalai: Ever Blue/Mizuiro no Senritsu
- Toin Lina (洞院 リナ)

Az Észak-Atlanti-óceán sellőhercegnője. Kiegyensúlyozott, nyugodt, mindig higgadt személyiség jellemzi. Nehezen bízik meg bárkiben, de akivel összebarátkozik, azt szívébe fogadja. Komoly, de ugyanakkor vidám is tud lenni, főleg, hogy imádja a plazma tv-t. A hangja mély Luchiáéhoz és Hanonéhoz képest, de így is szép kórust alkotnak. Lina a zöld gyöngyöt birtokolja (Green Pearle Mermaid). A Pitch-ben egykeként ismerhetjük meg, de a Pure-ban beleszeret Masahiróba. Karakterdalai: Star Jewel/Piece of Love
- Karen (かれん)

Az elején nem túl kedves a lányokhoz, főleg Linához, mert őt hibáztatja, hogy Noelle-t elkapták Gaitóék. Mikor aztán kiderül az ellenkezője, sokkal barátságosabb és segít Luchiáéknak felkeresni az ellenséget. Coco, ő és Noelle – aki a nővére/ikertestvére is – elválaszthatatlan barátok. Ő a Dél-Jeges-tenger hercegnője. Karen birtokolja a lila gyöngyöt (Purple Pearle Mermaid). Karakterdala: Aurora no Kaze ni Notte
- Noelle (ノエル)

Noelle az Észak-Jeges-tenger hercegnője. Vidám lány, de csendes és kicsit zárkózott. Gaito és csapata elrabolta őt, ezért a Pitch-ben alig-alig szerepel. Ő Karen ikertestvére és Coco legjobb barátnője, de Linával is mindig megtalálják a közös hangot. Noelle az aiiro gyöngy birtokosa (Aiiro Pearle Mermaid).
- Coco (ココ)

Pasizós, bulizós lány, imád mindenféle hasonló dolgot (napozás, koktélozás). Őt is elkapták Gaitóék, ezért a Pitch-nek csak a végén szerepel. Nagyon jó barátnők Neolle-lel és Karennel, és mindannyian nagyon jól röplabdáznak. Ő a Dél-Csendes-óceán hercegnője. Coco a sárga gyöngyöt birtokolja (Yellow Pearle Mermaid).
- Sara (沙羅)

Az Indiai-óceán hercegnője. Első szerelme Mitsuki-sensei volt, de ő elhagyta, s ezután beállt a gonosz oldalra. Palotáját lerombolták. A végén a haja visszaváltozott eredeti színére és ő is a többiekkel együtt győzte le Gaitót, de végül mégis mellette maradt a Panthalassában. A Pitch-ben ő a narancssárga gyöngy birtokosa (Orange Pearle Mermaid). Karakterdala: Return to the Sea
- Seira (星羅)

Sarah gyöngyéből született, de ennek ellenére nem a lánya vagy testvére, csak az örököse. Kicsit pimasz és szereti bosszantani a többieket. Nagyon vidám és gyerekes. Az Indiai-óceán második hercegnője. Seira birtokolja a narancssárga gyöngyöt a Pure-ban (Orange Pearle Mermaid II). Karakterdalai: Beautiful Wish/Birth of Love

## Epizódlista
A Mermaid Melody epizódjainak listája

## Seiyuu
| Szereplő          | Szinkron           |
| ----------------- | ------------------ |
| Nanami Luchia     | Nakata Asumi       |
| Hosho Hanon       | Terakado Hitomi    |
| Toin Lina         | Asano Mayumi       |
| Cadan Karen       | Kogure Ema         |
| Cadan Noelle      | Nagata Ryoko       |
| Coco              | Arai Satomi        |
| Sara              | Ueda Kana          |
| Seira             | Kitamura Eri       |
| Aqua Regina       | Yamakado Kumi      |
| Kaito & Gaito     | Kishio Daisuke     |
| Hippo             | Ito Miyako         |
| Nikora            | Saitou Eri         |
| Madame Taki       | Yamakado Kumi      |
| Yuri              | Honda Chieko       |
| Izul              | Ishizuka Sayori    |
| Eriru             | Matsuoka Yuki      |
| Maria             | Kobayashi Sanae    |
| SheShe            | Tsuchiya Miki      |
| MiMi              | Shitaya Noriko     |
| Mitsuki Tarou     | Kirii Daisuke      |
| Mikeru            | Minagawa Junko     |
| Amagi Mikaru      | Shintani Ryoko     |
| Hamasaki Masahiro | Furushima Kyotaka  |
| Shirai Nagisa     | Kusaka Chihiro     |
| Amagi Rihito      | Mizushima Takahiro |
| Lady Bat          | Kobayashi Sanae    |
| RanFa             | Kojima Megumi      |
| Alala             | Kurata Masayo      |

## Zenék
Mivel a sellők dalaikkal űzik el az ellenségeket, sokat énekelnek.

### Openingek
Taiyou no Rakuen ~Promised Land~ by Kobe Miyuki /Pitch/
Rainbow Notes by Kobe Miyuki /Pitch/
Before the Moment by Kitamura Eri /Pure/

### Endingek
Daiji na Takarabako by Nakata Asumi /Pitch/
Sekai de Ichiban Hayaku Asa ga kuru Basho by Nakata Asumi, Terakado Hitomi & Asano Mayumi /Pitch/
Ai no Ondo °C by Nakata Asumi, Terakado Hitomi & Asano Mayumi /Pure/

### Sellők dalai
Legend of Mermaid by Nakata Asumi, Terakado Hitomi, Asano Mayumi, Kogure Ema, Nagata Ryoko, Arai Satomi, Ueda Kana & Kitamura Eri
Koi wa Nandarou? by Nakata Asumi
Ever Blue by Terakado Hitomi
Star Jewel by Asano Mayumi
Super Love Songs! by Nakata Asumi, Terakado Hitomi & Asano Mayumi
Yume no Sono Saki He by Nakata Asumi, Terakado Hitomi & Asano Mayumi
KIZUNA by Nakata Asumi, Terakado Hitomi & Asano Mayumi
Splash Dream by Nakata Asumi
KODOU ~Perfect Harmony~ by Nakata Asumi, Terakado Hitomi, Asano Mayumi, Kogure Ema, Nagata Ryoko, Arai Satomi & Ueda Kana
Aurora no Kaze ni Notte by Kogure Ema
Return to the Sea by Ueda Kana
Beautiful Wish by Kitamura Eri
Mizuiro no Senritsu by Terakado Hitomi
Mother Symphony by Nakata Asumi
Piece of Love by Asano Mayumi
Birth of Love by Kitamura Eri
Nanatsu no Umi no Monogatari ~Pearls of Mermaid~ by Nakata Asumi, Terakado Hitomi & Asano Mayumi
Kibou no Kaneoto ~Love goes on~ by Nakata Asumi, Terakado Hitomi, Asano Mayumi, Kogure Ema, Nagata Ryoko, Arai Satomi, Kitamura Eri & Yamakado Kumi

### Ellenségek dalai
Kuro no Kyousoukyoku ~concerto~ by Tsuchiya Miki & Shitaya Noriko
Yami no Baroque by Tsuchiya Miki & Shitaya Noriko
Ankoku no Tsubasa by Kobayashi Sanae
Hana to Chou no Serenade by Kojima Megumi
Star Mero Mero Heart by Kurata Masayo
Tsubasa wo Daite by Minagawa Junko
Ashita ga Mienakute by Shintani Ryoko